# Töreboda (plaats)
Töreboda is de hoofdplaats van de gemeente Töreboda in het landschap Västergötland en de provincie Västra Götalands län in Zweden. De plaats heeft 4299 inwoners (2005) en een oppervlakte van 365 hectare.

## Verkeer en vervoer
Bij de plaats lopen de Länsväg 200 en Länsväg 202.
De plaats heeft een station aan de spoorlijn Stockholm - Göteborg.

## Galerij

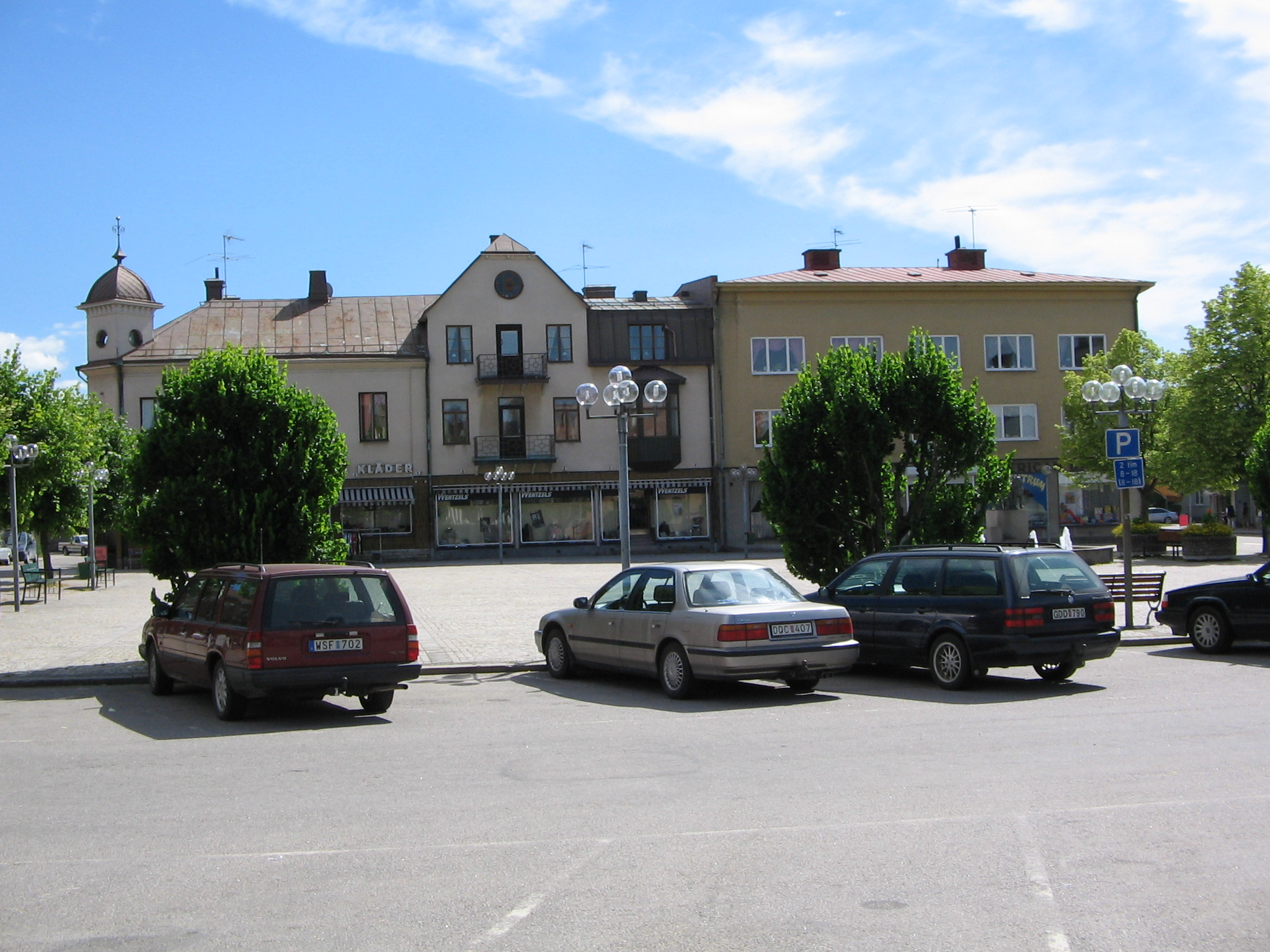
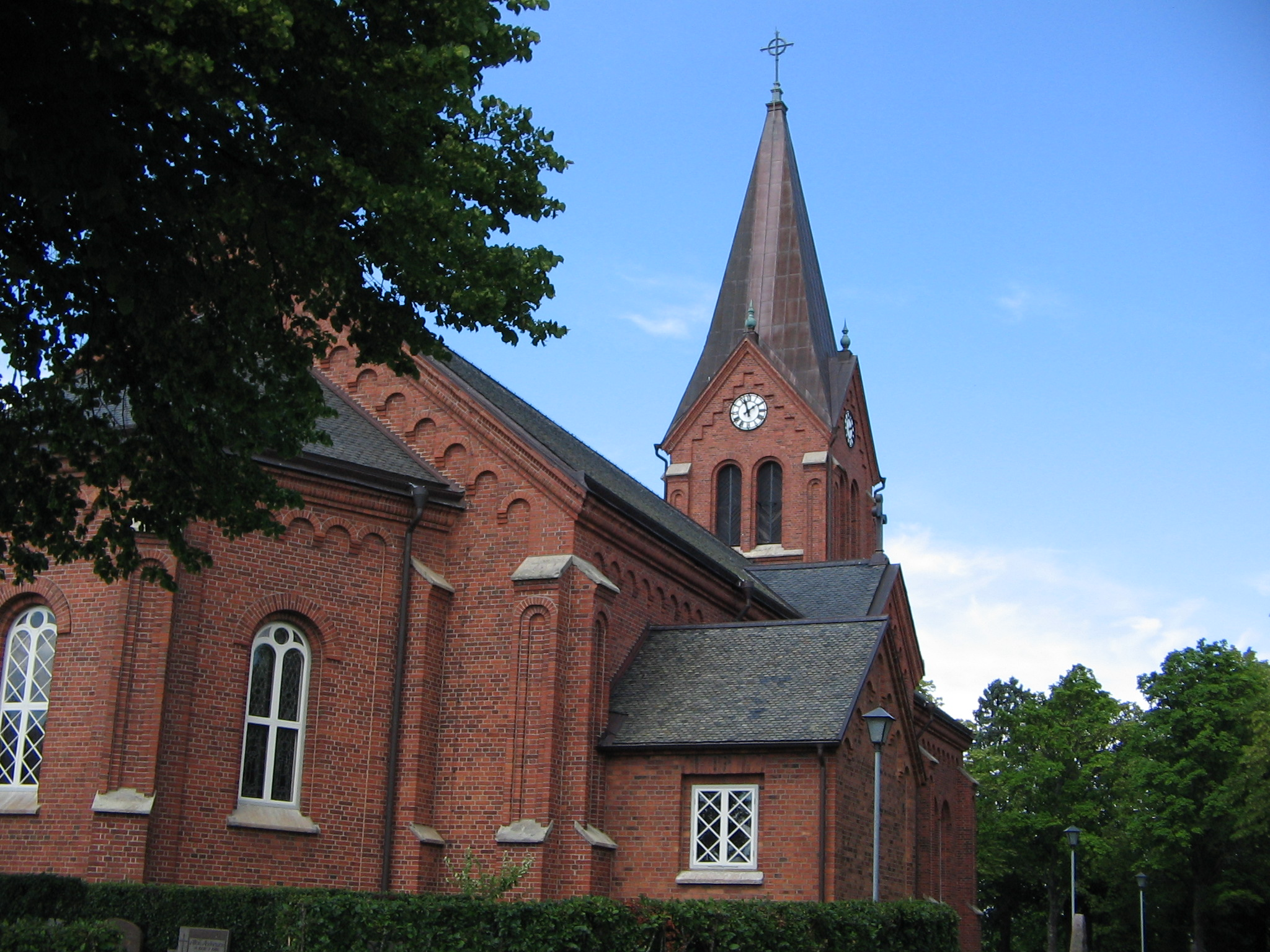
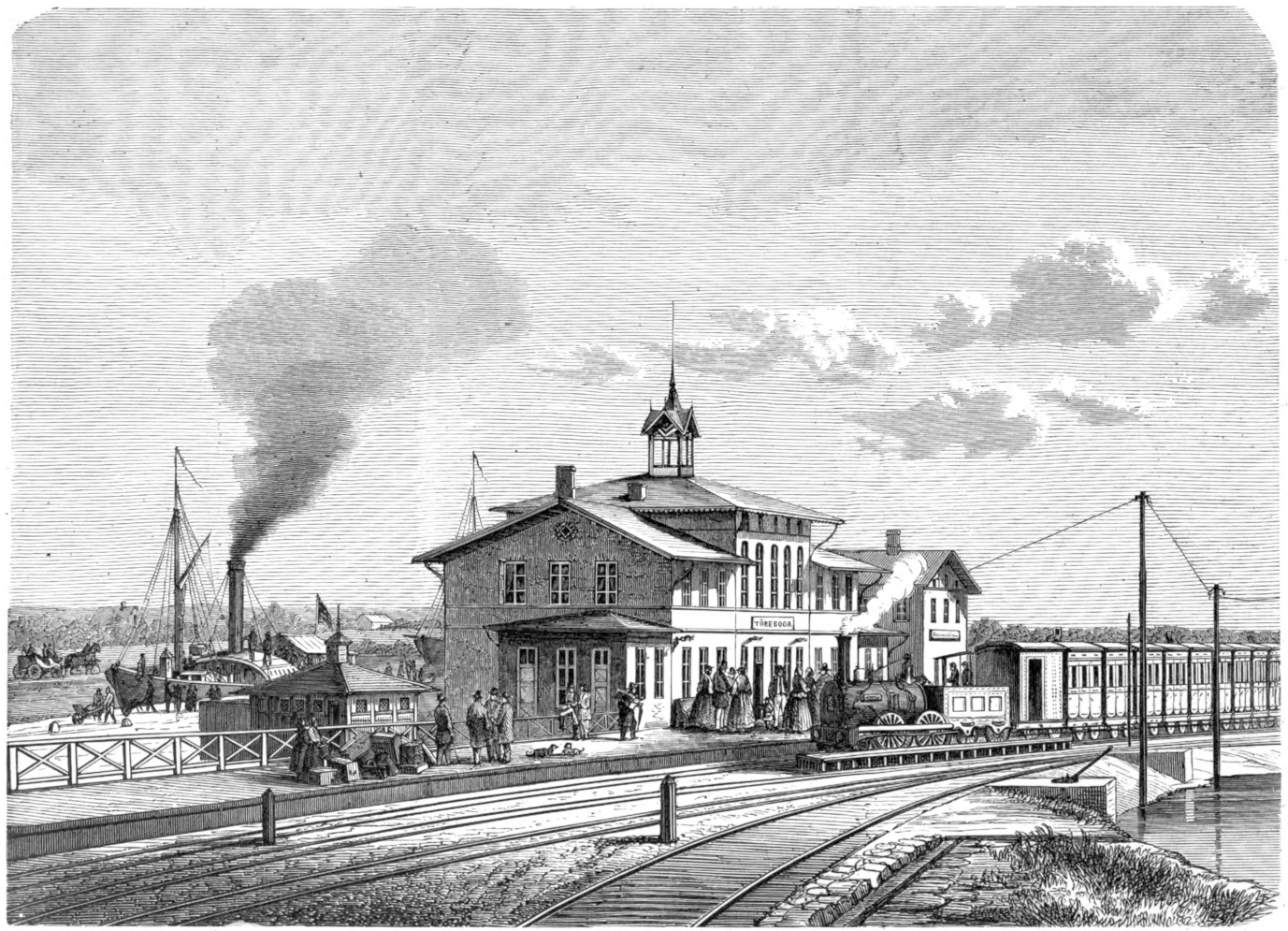
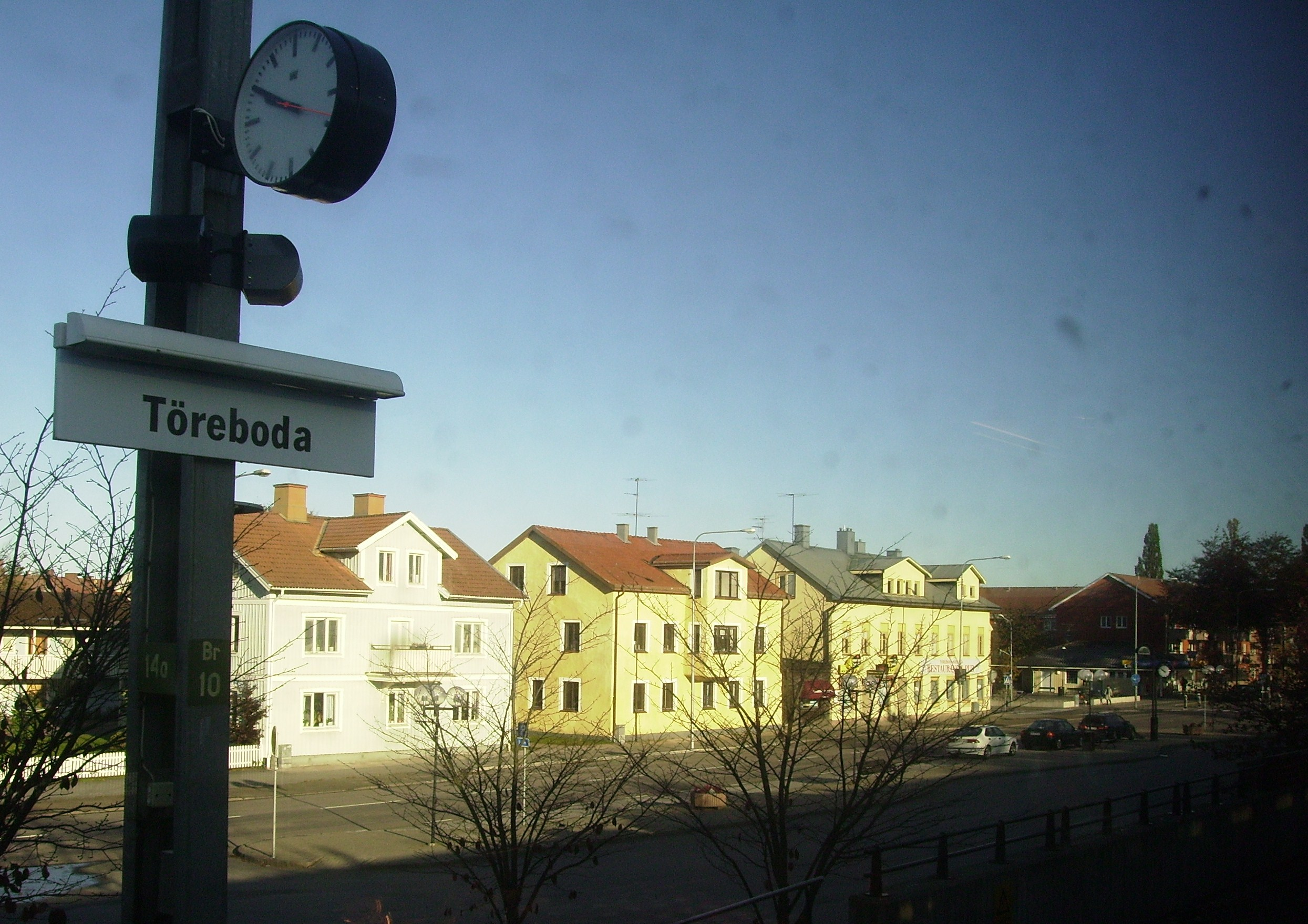

## Geboren
- Gertrud Almqvist (1875-1954), schrijfster en feministe